# Nagarakhanda
Nagarakhanda fou una antiga província dels mauryes, a l'extrem sud dels seus dominis. Fou la província setanta i la seva capital era Bandanikke o Bandalikke, també Bandhavapura, avui dia en ruïnes. Hi ha una inscripció que parla de Chandragupta com a governant.